# Eastwell
Eastwell est un hameau et un civil parish dans le district de Ashford dans le Kent, en Angleterre. Il contient les Eastwell Towers, la maison familiale de Moyle Eastwell Place, et un hôtel appelé Eastwell Manor. Il a une population de 119 habitants.
La paroisse a son conseil conjointement avec la paroisse voisine de Boughton Aluph.

## L'église paroissiale
L'église médiévale de St. Mary était en ruine depuis les années 1950 et a été prise en charge par un organisme de bienfaisance national, Friends of Friendless Churches.

## Habitants notables
- Richard Plantagenêt (Richard de Eastwell)
- Marie d'Édimbourg plus tard, la reine de Roumanie
- Princesse Béatrice d'Édimbourg et de Saxe-Cobourg-Gotha
- Sir Thomas Moyle
- Comte de Winchilsea et Nottingham